# CPS (DM Command)
CPS (CREATE_PROCESS_SERVER)とは、アポロコンピュータ社のコンピュータに搭載されていたウィンドウシステム（ディスプレイマネージャ）で利用できた、制御コマンド『DMコマンド』の一つ。

## 概要
CPS コマンドは、ログインから独立したプロセスを生成する。

## 書式
CPS　パス名［オプション］

## 利用法
CPSは誰がログインしているかに拘らず走るプロセスを（パッドやウインドウなしで）生成する。
これはPRSVR（PRINT_SERVER）とNETMANのようなユーティリティで必要である。
CPSはDMスタートアップ・スクリプト内にあってもよい。場合によってはスタートアップ・スクリプト内にインクルードせずにキーボードからCPSコマンドを使用してもよい。
生成されたプロセスは、CPSコマンドの使われ方に関係なくサブジェクト識別子（SID）USER.SERVER.NONE.local_nodeが割り当てられる。
このプロセスにより使用されるファイルはすべて（引数‘パス名’で指定されるプログラムも含めて）このSIDに妥当なアクセス権を有するように注意しなければならない。
ファイルのACLがSERVERプロジェクト名に適切なアクセスを許さない時は、そのプロセスは終了する。
バックグランド・プロセスは基本的に目に見えないのでディスプレイにエラー・メッセージは返されないため、エラーの解析は難しい。
引数：
・パス名（省略不可）
新しいプロセスに実行されるファイルを指定する。
オプション：
-N　名前
プロセス名を割り当てる。省略時はプロセスには名前はつかない。
引数...
プログラム‘パス名’に渡す引数を指定する。これらの引数に空白文字を含むものがある時は、その引数を引用符で囲む。

## 使用例
サーバー  MBX_HELPER を走らせる。
```
Command: cps /sys/mbx/mbx_helper -n mbx_helper
```